# Improved Mobile Telephone Service
Improved Mobile Telephone Service (IMTS) - покращений наступник MTS, створений 1964 року, мав нову можливість - робити так, щоб особи по обидві сторони могли одночасно розмовляти, на відміну від MTS. Оригінал системи мобільного зв'язку Bell System знаходиться у Канаді та США. Один із найперших стандартів стільникового зв'язку, тобто IMTS, знаходився в нульовому поколінні технологій радіозв'язку.